# Budapest Parádé
A Budapest Parádé Budapest és egyben Magyarország egyik legnagyobb ingyenes, szabadtéri rendezésű könnyűzenei felvonulása volt. A parádéhoz köthető műfajt Westbam és Dr. Motte nevű német DJ-k indították el, a berlini Loveparade megrendezésével. A német fesztivált 1989-2003, majd 2006-2008 között évente megrendezték. Az utolsó ilyen eseményt 2010-ben tartották.

## Története
A "magyar Loveparade"-nak is nevezett Budapest Parádét a Sziget Produkciós Iroda szervezte meg először 2000-ben. A rákövetkező években a Parádé Budapest egyik legjelentősebb zenei és kulturális rendezvényévé nőtte ki magát. Minden évben, általában augusztus utolsó szombatján rendezték meg. 2007-ben azonban már elmaradt, mivel a szponzoroktól befolyó összegek nem voltak elegendőek a rendezvény költségeinek fedezésére.

## Loveparade és Budapest Parádé
Szemben a német Loveparade-del és a svájci Street Parade-del, amelyek a technozene fesztiváljai, a budapesti felvonulás inkább a kulturális sokszínűséget igyekezett hangsúlyozni.
A zenei stílusok között persze főleg az elektronikus zenei vonal dominált (techno, a trance és a house), ugyanakkor a rock, rap és a punk műfaj is képviseltette magát. Számos kulturális színpad is megjelent, illetve 2005-ben roma kamion is indult a meneten. Szintén megtalálhatóak voltak a marketingkamionok, amelyek az éppen aktuális promóciókat vonultatták fel.
A Budapest Parádén hagyományosan részt vettek a kereskedelmi televíziók (például: TV2, RTL Klub, Viasat 3), a korabeli szórakozóhelyek (például: Bank Dance Hall, E-Klub, Új-Vár Klub), a szponzorok hirdettek továbbá egy-egy bevezetés alatt álló terméket (például: mobiltelefonokat).
Felsőoktatási intézmény legelőször 2001-ben szerepelt, a Budapesti Gazdasági Főiskola Külkereskedelmi Főiskolai Kara (azaz a Külker) indított kamiont a főiskolának, de részt vett már például a Károly Róbert Főiskola is, és magyar városok (például Szeged) kamionjai is.

## Budapest Parádé Bónusz
A Budapest Parádé hivatalos afterpartyja volt. A Parádé 21 órai zárását követő tűzijáték után kezdődött. Több helyszínen, több zenei stílusú DJ-k játszottak, melyek egy közös belépővel voltak látogathatóak. Az afterpartyn felvonult számos híres, nemzetközi és magyar előadó is.  A Bónuszparti reggel 7-ig tartott.
A Budapest Parádé megszünése után önálló eseményként, Bónusz Fesztivál néven rendezik.

## Himnuszok
| Év   | Előadó                                       | Szám címe        |
| ---- | -------------------------------------------- | ---------------- |
| 2006 | Náksi Attila vs. Brunner Zsolt               | A Hetedik        |
| 2005 | Náksi Attila vs. Brunner Zsolt feat. Myrtill | Mindenki!        |
| 2004 | Náksi Attila vs. Brunner Zsolt feat. Myrtill | Budapest Száll!  |
| 2003 | Náksi Attila vs. Brunner Zsolt               | Csak 1 nap van   |
| 2002 | Náksi Attila vs. Brunner Zsolt feat. Myrtill | Nézz az ég felé! |

## Statisztika
- a szervezők közlései alapján

| #  | Dátum               | Kamionok (db) | Résztvevők (fő)   |
| -- | ------------------- | ------------- | ----------------- |
| 1. | 2000. augusztus 26. | 42            | ~ 150 000-200 000 |
| 2. | 2001. augusztus 25. | 50            | ~ 500 000         |
| 3. | 2002. augusztus 24. | 50            | ~ 600 000         |
| 4. | 2003. augusztus 23. | 44            | ~ 600 000         |
| 5. | 2004. augusztus 28. | 46            | ~ 600 000         |
| 6. | 2005. augusztus 27. | 38            | ~ 700 000         |
| 7. | 2006. augusztus 26. | 27            | ~ 500 000         |